# Südsee (Braunschweig)
Der Südsee ist ein künstlich angelegter See in den Braunschweiger Stadtteilen Rüningen und Melverode, der für den Wassersport und die Naherholung genutzt wird.

## Lage
Der Südsee befindet sich im Süden der Stadt Braunschweig und verläuft auf etwa einem Kilometer in einem Abstand von rund 20 Metern westlich zur Oker. Der Zufluss erfolgte ursprünglich aus dem Fuhsekanal, bis etwa 2006 wurde er nur aus dem Grundwasser gespeist, seit 2019 ist er hydraulisch an die Oker angebunden und kann bei Niedrigwasser der Oker durch Dammbalken abgetrennt werden. Das Südseegebiet bildet mit dem Bürgerpark und dem Kennelgebiet einen zusammenhängenden Naherholungsbereich.

## Geschichte
Für die Entstehung und Planung des Südsees gab es mehrere Gründe:
Zum Schutz vor dem Okerhochwasser wurde bereits in der Mitte des 19. Jahrhunderts im Lauf der Oker oberhalb Braunschweigs eine Hochwasserentlastung geplant, die heute der Südsee darstellt. Die Regulierung des Wasserstandes erfolgt oberhalb am Rüninger Wehr und unterhalb in Eisenbüttel. Eine Verbindung zur Oker mit einer Überlaufschwelle befindet sich an der Ostseite des Sees und wird von einer Fußgängerbrücke überspannt. Die Schwelle ist im Frühjahr 2019 mit einer Öffnung für einen Dammbalken versehen worden, so dass auch bei geringerem Pegel als früher die Oker in den See überlaufen kann. Das Rüninger Wehr wird in Zukunft zurückgebaut, wodurch die Überlaufschwelle eine höhere Bedeutung erlangt.
Für den Bau der heutigen A 391 bestand ein hoher Bedarf an Kies, der aus dem Flussbereich der Oker abgebaut werden konnte. In ähnlicher Weise hatte dies in den Vorjahren für die benötigten Aufschüttungen des Eisenbahndamms im Kennelgebiet gegolten. Ab 1965 wurde der Südsee ausgebaggert und angelegt. Das nahe gelegene Wasserwerk Rüningen wurde in der Folge stillgelegt, da sein Grundwasserkörper durch die Aushubarbeiten zerstört und unabhängig davon die Trinkwasserversorgung aus dem Harz aufgenommen wurde. Nach dem Rückbau des Werkes wurden dort Teiche angelegt.
Der Grünbereich des Bürgerparks südlich der Stadt sollte zu einem Naherholungsgebiet ausgeweitet werden. Allerdings ist das daran anschließende Kennelgebiet nur durch die Unterführung der Eisenbahnstrecke bei Eisenbüttel und im Weiteren das Südseegebiet durch die Unterführung der Autobahn bei Melverode verbunden.

## Naherholungsgebiet
Am Nordende des Sees wurde ein Campingplatz der Naturfreunde angelegt, wo früher der Schwimmverein Delphin war. Der Seglerverein Braunschweig e. V. weihte 1982 in direkter Nachbarschaft am Westufer ein Wassersportzentrum ein. Der See wird regelmäßig von Segelbooten befahren, es finden auch Regatten statt. Auf der Ostseite ist seit 1973 eine Wachstation der DLRG. Im See herrscht Badeverbot.
Im Winter ist der Südsee ein beliebtes Eislaufrevier. Ganzjährig ist er wegen seiner Größe, der Anbindung an den Ort Melverode und der anliegenden Parkplätze ein attraktives Ziel für Spaziergänger und Jogger. Von Sportvereinen wird der Weg um den Südsee als Laufstrecke genutzt.
Die Seeufer sind teilweise von Braunschweiger Angelsportvereinen gepachtet und werden stark frequentiert. Im Spätsommer 2019 wurden durch den Projektträger ASV Braunschweig und weitere finanzielle Förderer (u. a. die Stadt Braunschweig) sogenannte Fischreiser im See eingebaut, um das Wachstum junger Fische zu begünstigen. Eine Informationstafel stellt die Hintergründe dar, wonach auch der Anschluss des Sees an die Oker im Normalfall erfolgt und nur bei Niedrigwasser der Oker durch Dammbalken verschlossen wird.

## Ausstellung „Südseeinseln“ Juni 2019
Im Juni 2019 installierten Studenten des Instituts für Architekturbezogene Kunst der TU Braunschweig mehrere Südseeinseln auf dem See, die einen eindeutigen Bezug zum Klimawandel und dessen Folgen hatten. So wurden unter dem Titel „Dystopie“ aus Plastikmüll eine palmenartige Südseeinsel und aus Getränkekisten ein Wasserreservoir gestaltet. Eine schwimmende Wohneinheit konnte Menschen auch bei steigendem Meeresspiegel retten, während unter dem Titel „Habitat“ ein nicht schwimmfähiges Floß gezeigt wurde.

## Bildergalerie

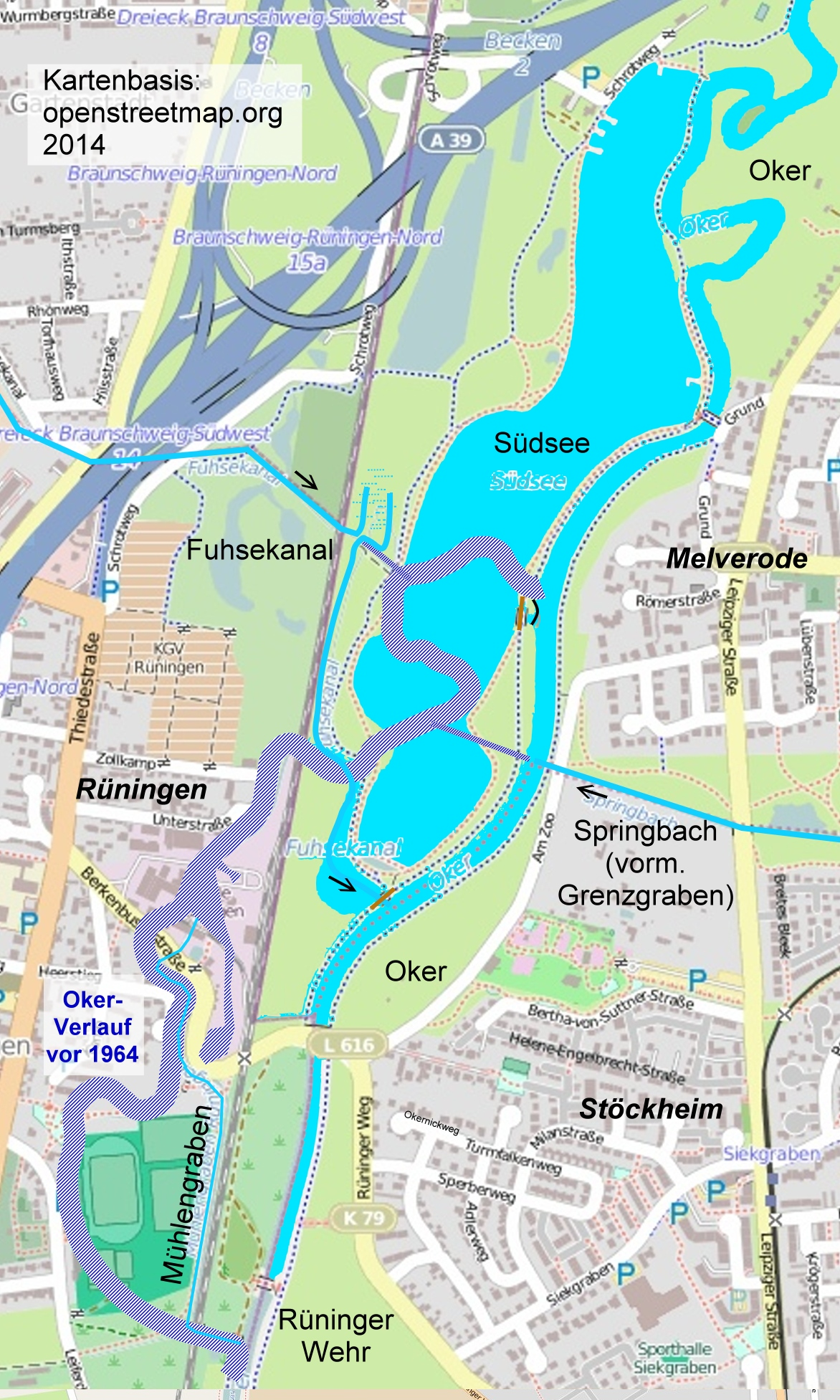
Karte des Südseegebiets mit historischem Okerverlauf
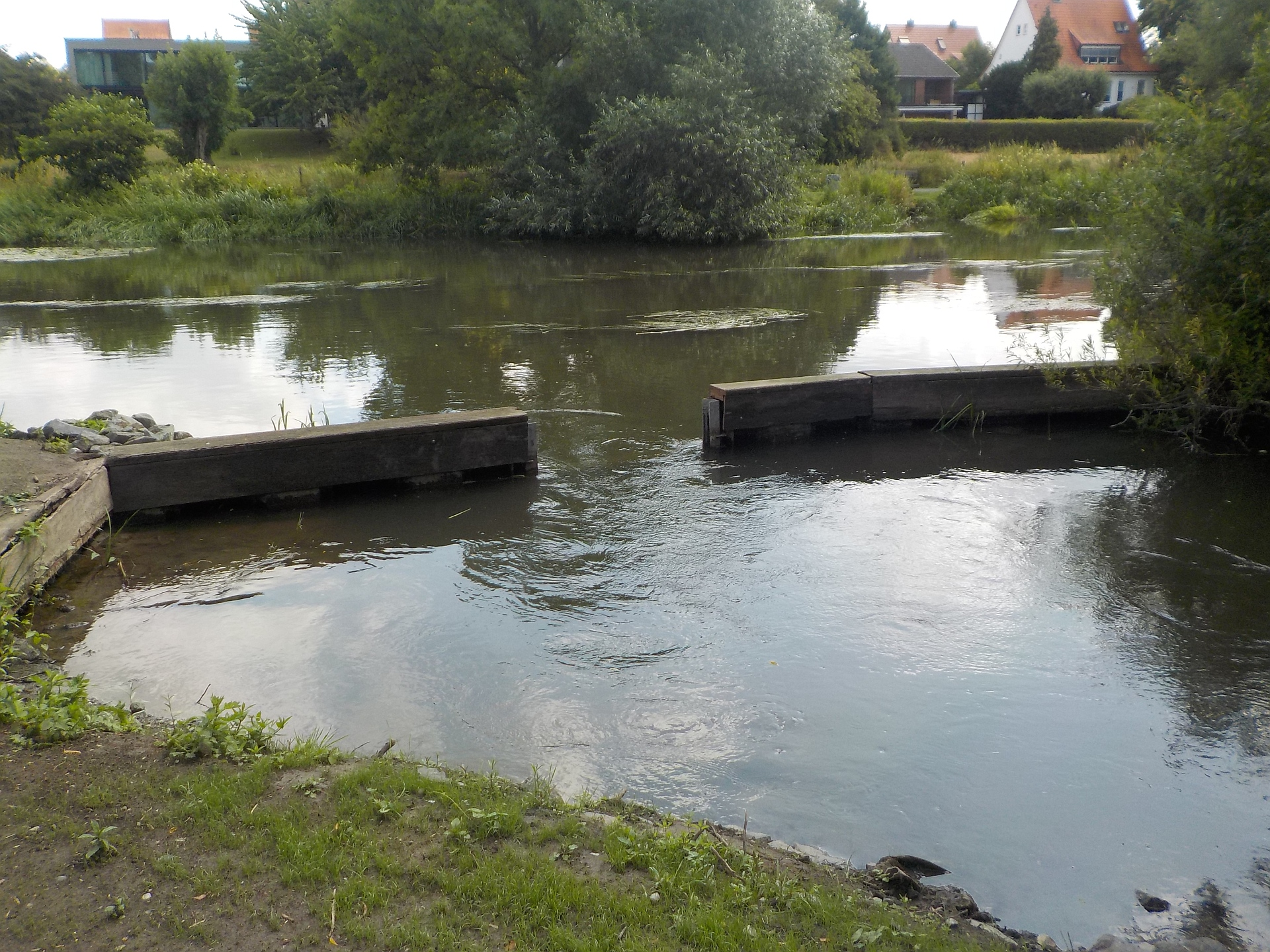
Überlaufschwelle zur Oker auf Höhe von Melverode, Blickrichtung nach Osten zum Ort, Juli 2017
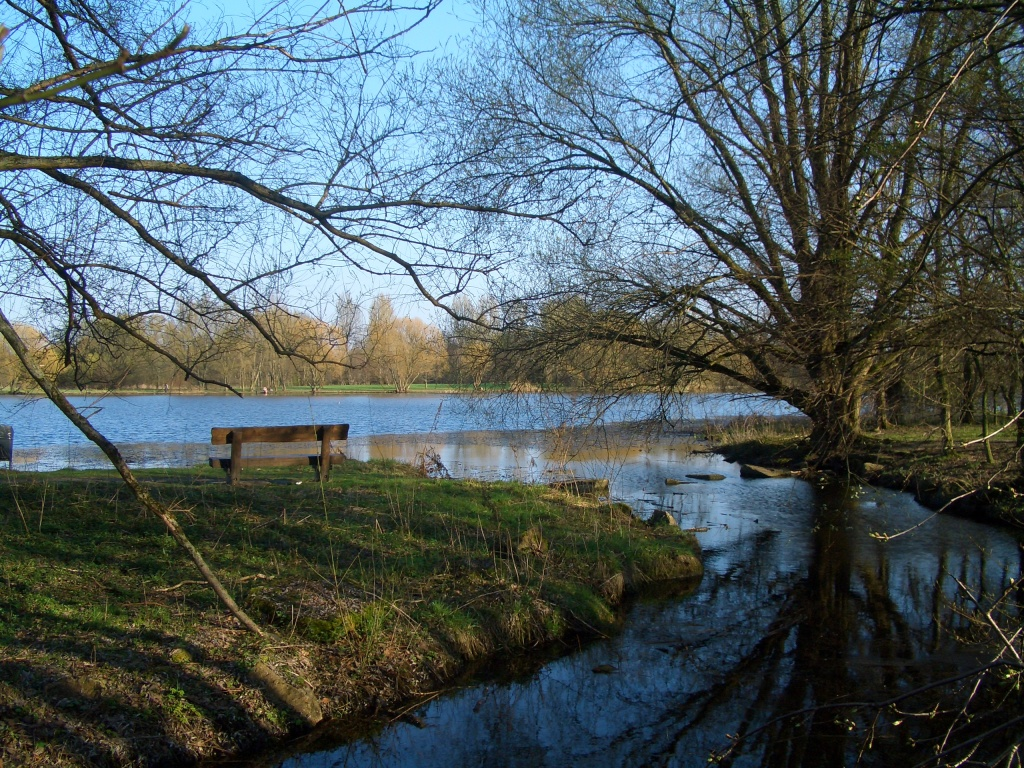
Früheres Ende des Fuhsekanals am Südsee, Blickrichtung Osten, April 2010
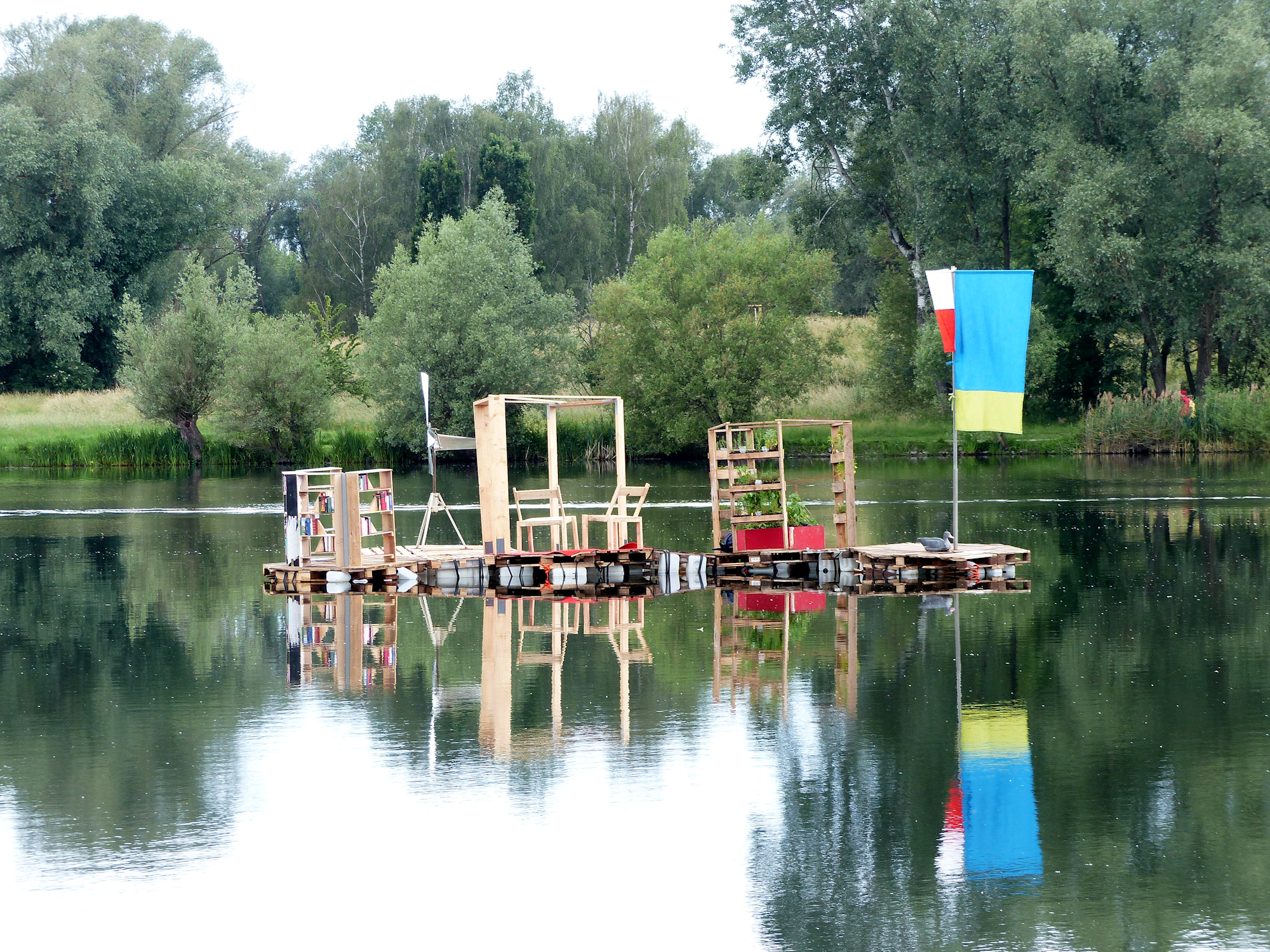
"Living Unit" als eine der Südseeinseln, Ausstellungsprojekt 2019
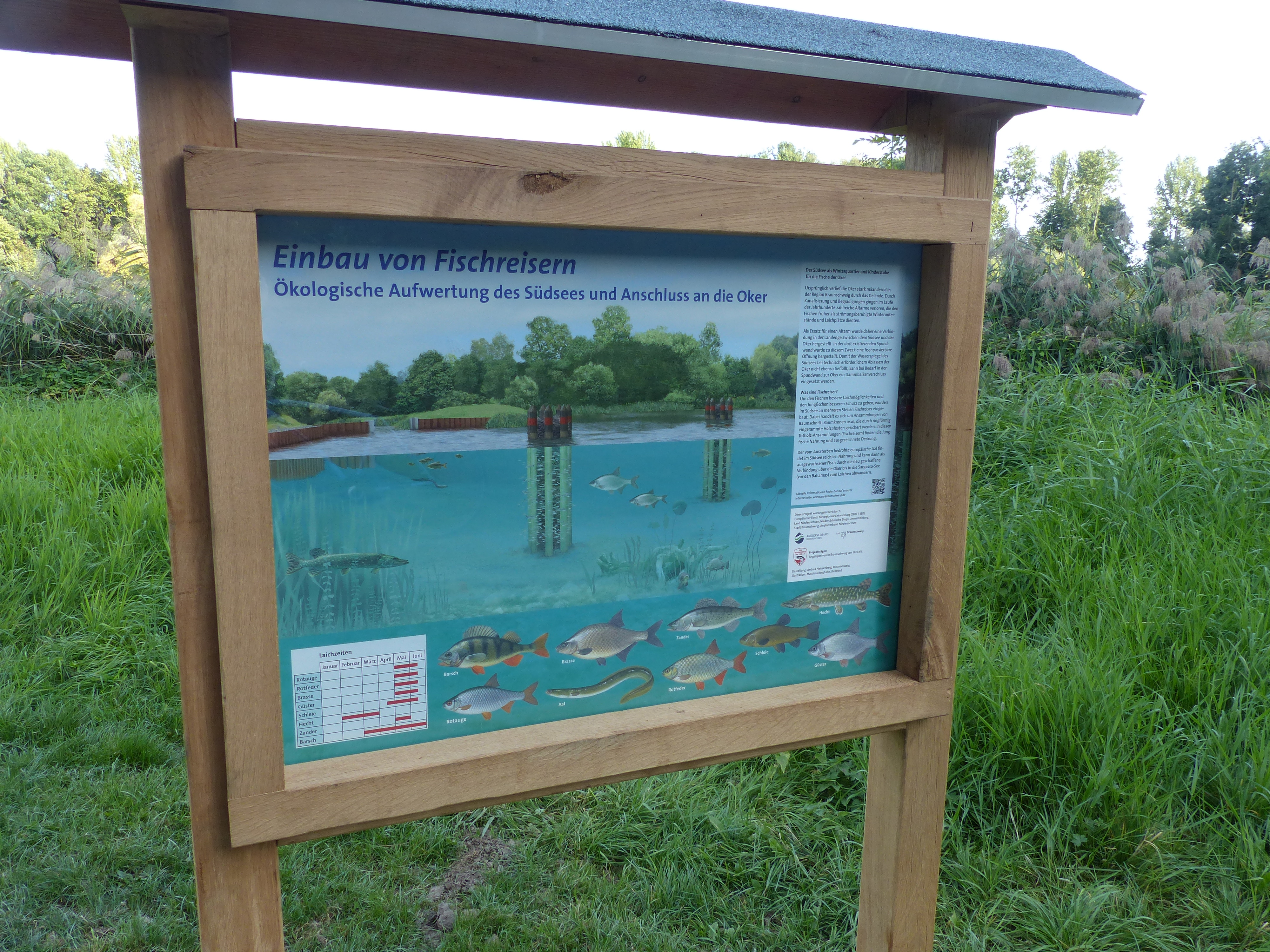
Infotafel am Braunschweiger Südsee zur Errichtung von Fischreisern (2019)
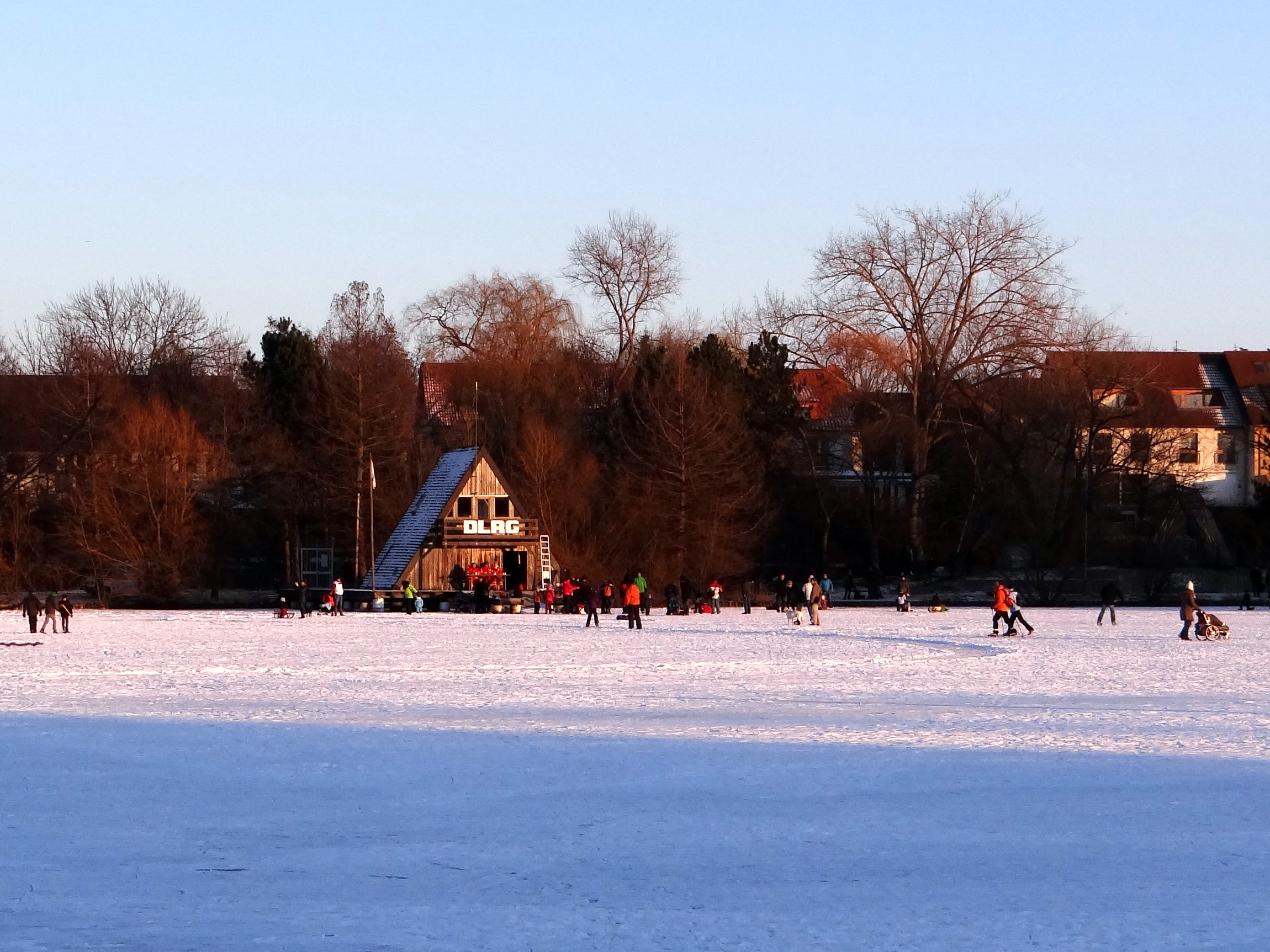
Wintervergnügen am Südsee mit DLRG-Haus, Februar 2012
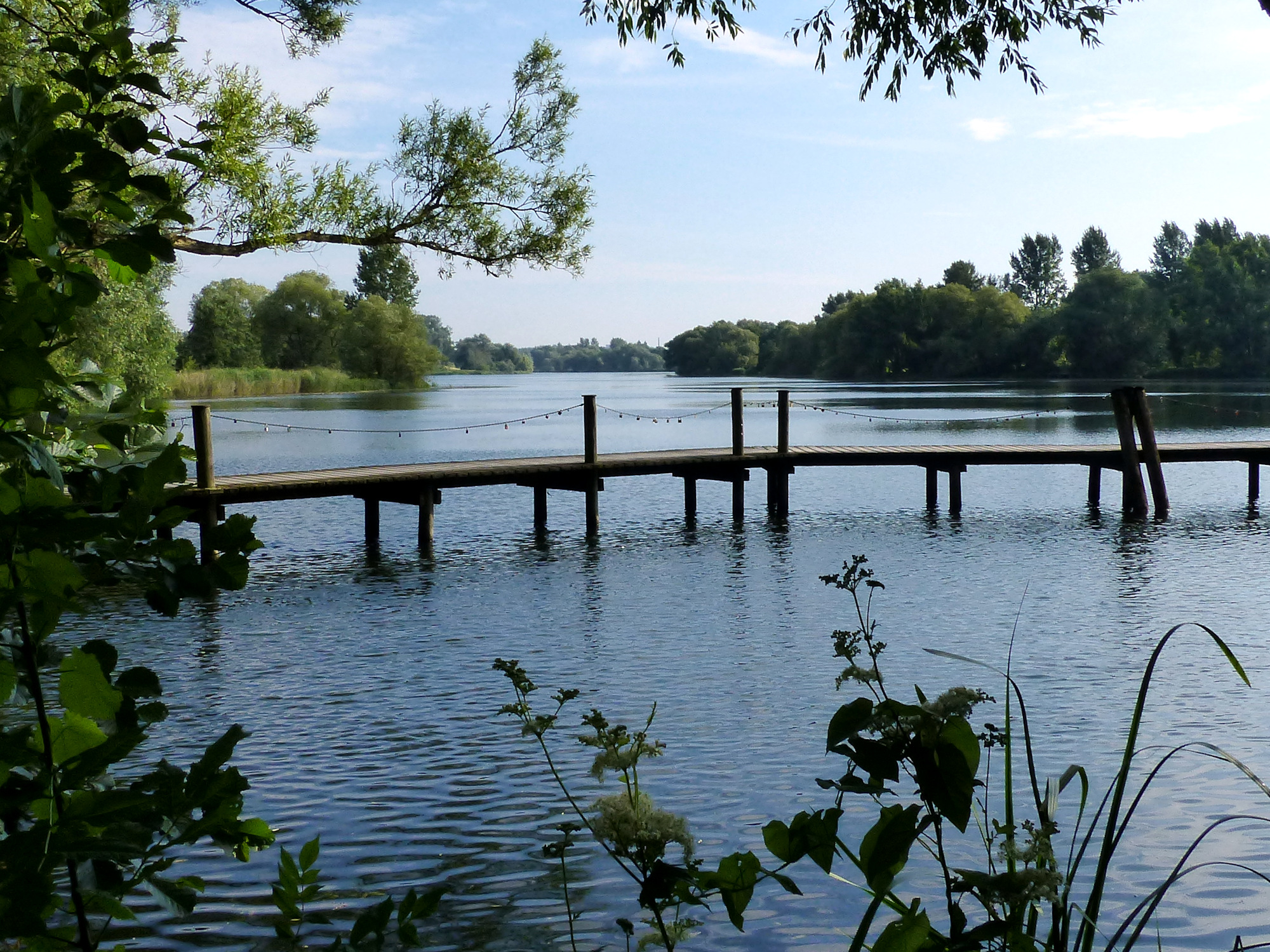
Holzsteg am Südende des Sees, Juni 2017
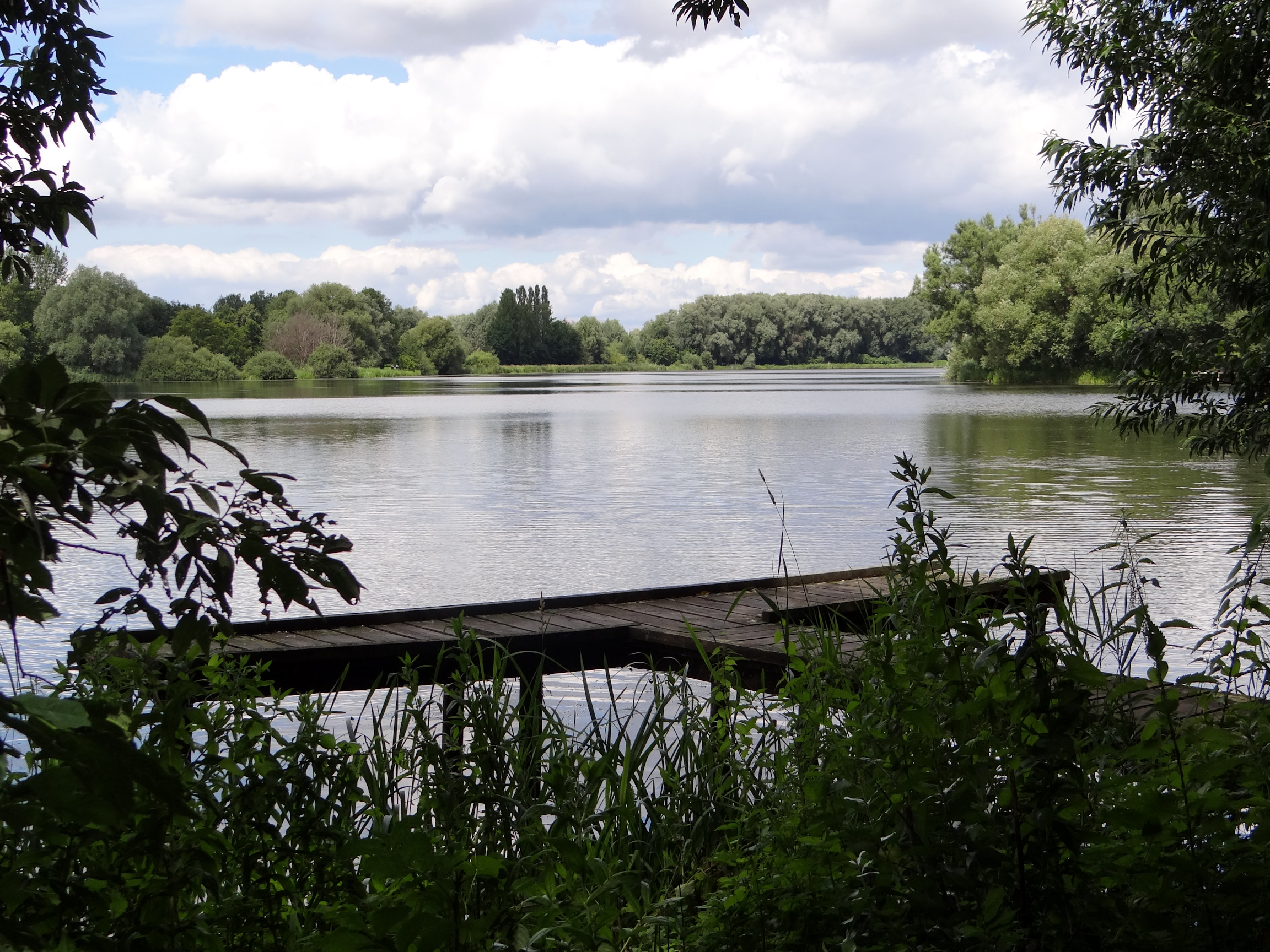
Angelsteg am Südsee (Ostufer), Mai 2015
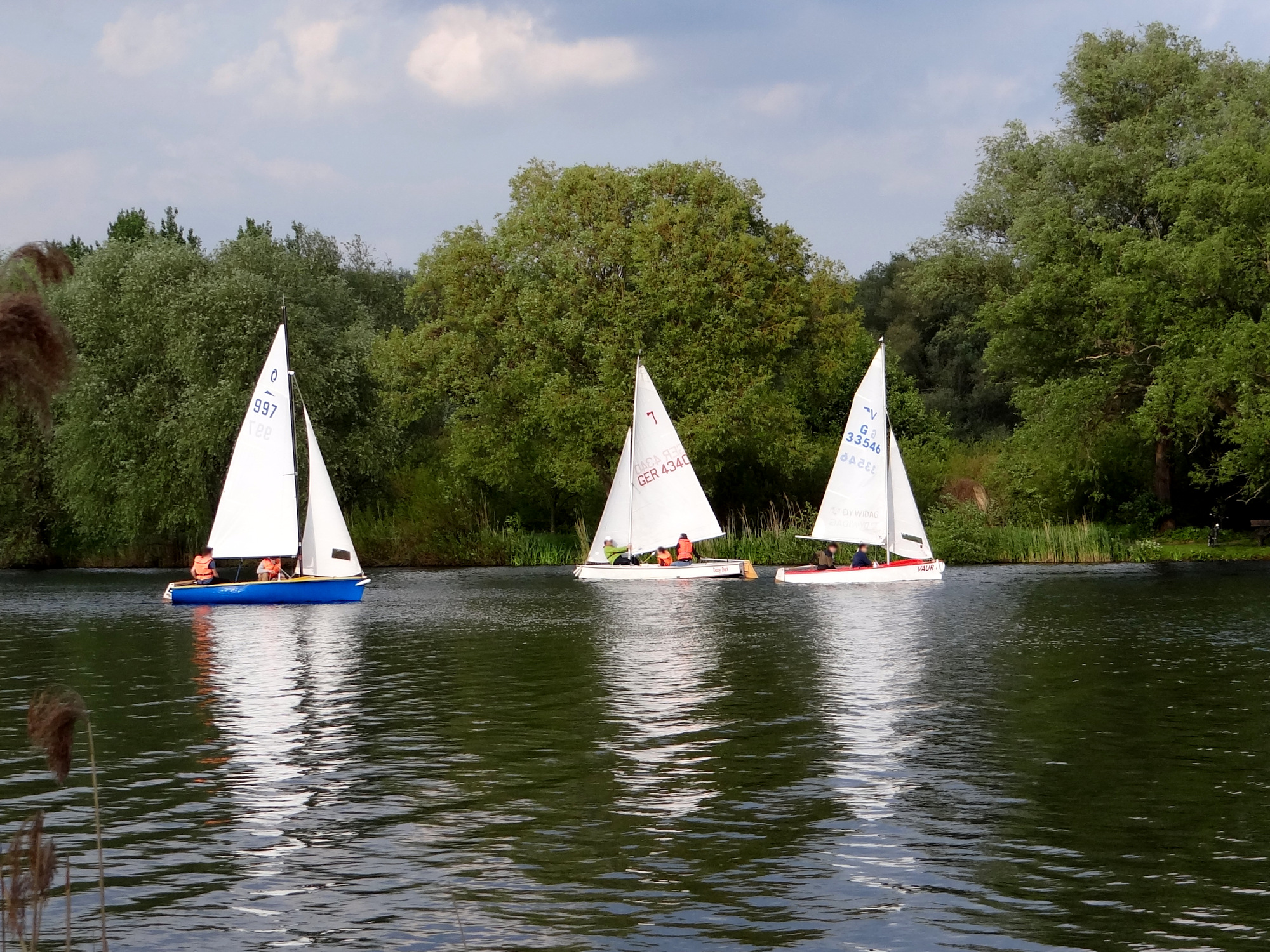
Segelpartie im Oktober 2014
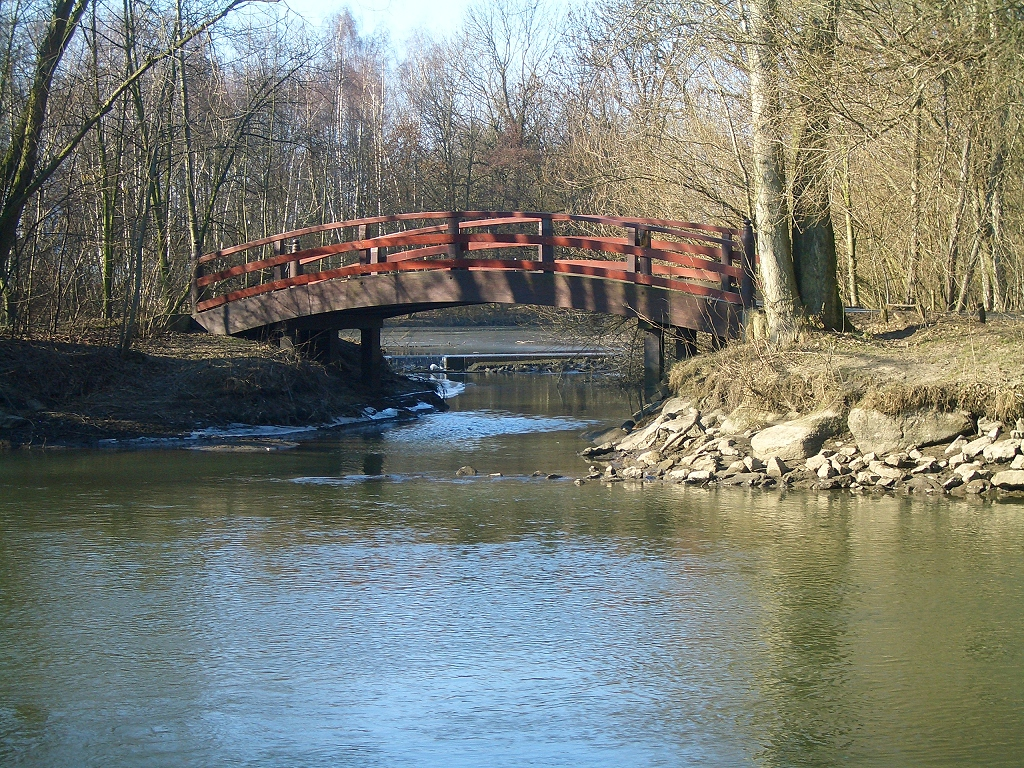
Östliches Ende des Fuhsekanals im Südseegebiet, vorn die Oker.
Panoramabild vom Südsee vom Süd-Osten im März 2020